# Jo e Anne Bakker
Jo Bakker (1º maggio 1906 – 23 aprile 1995) e 
Anne Bakker (29 marzo 1903 – 21 dicembre 1975) sono stati una coppia olandese che, durante la seconda guerra mondiale, nascosero alcuni ebrei nella loro abitazione a Velp, salvandoli dalle deportazioni.

## Biografia
Jo Bakker, tecnico in una fabbrica di cavi e fili e sua moglie Anne vivevano in un appartamento in affitto a Velp, nella provincia della Gheldria, assieme alle due figlie piccole. Durante la seconda guerra mondiale, nascosero nella loro casa un ragazzo ebreo di nome Yehuda Locker e una coppia ebrea, i signori Cohen, che erano stati precedentemente nascosti da alcuni amici. I Cohen rimasero con i Bakker per circa nove mesi; successivamente vennero trasferiti in un altro nascondiglio a Gendt. Dopo la partenza dei Cohen, Jo e Anne nascosero altri sei ebrei. Il 15 marzo 1966 ricevettero la nomina a Giusti tra le nazioni.